# Saga (municipiu)

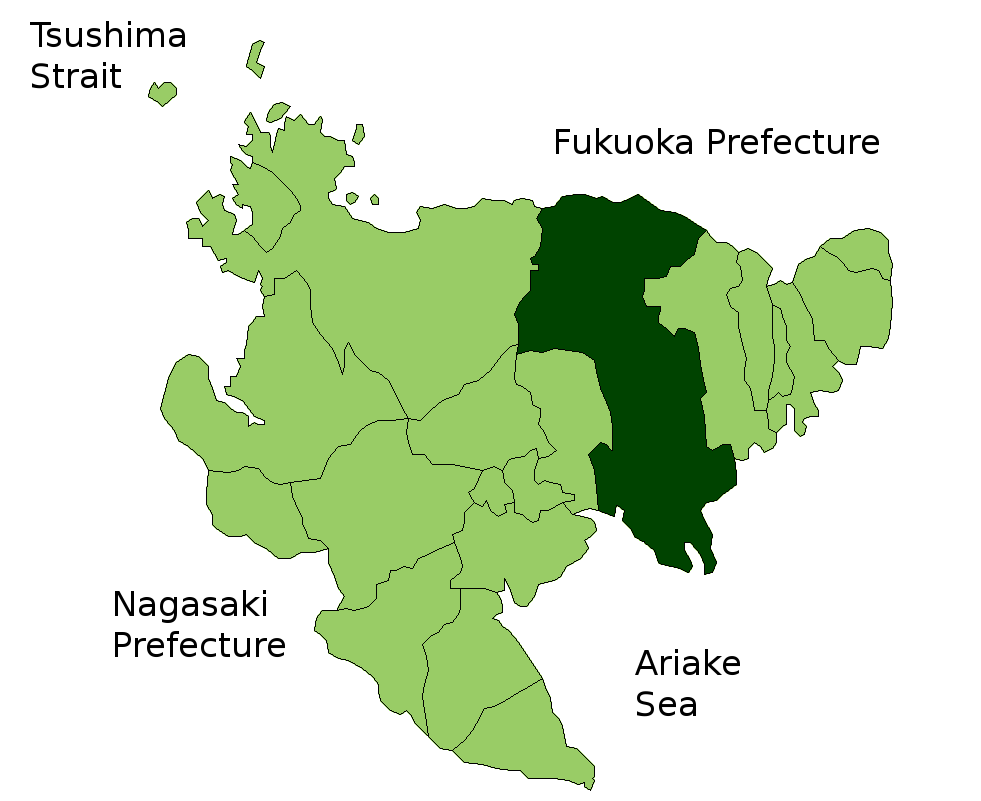

Saga (佐賀市 Saga-shi?) este un municipiu din Japonia, centrul administrativ al prefecturii Saga.